# Botkins
Botkins ist ein Village im Shelby County, Ohio, Vereinigte Staaten. Bei der Volkszählung im Jahr 2000 hatte Botkins 1205 Einwohner.
Benannt ist der Ort nach Russell Botkins, der die Pläne für die Ansiedlung entworfen hatte.

## Geografie
Die geographischen Koordinaten von Botkins lauten 40° 28′ N, 84° 11′ W (40,459252, −84,182793). Der Ort liegt westlich der Interstate 75. Die Ohio State Route 219 führt in Nord-Süd-Richtung hindurch.
Nach den Angaben des United States Census Bureaus hat die Ortschaft eine Fläche von 2,4 km², ausschließlich Landfläche.

## Bevölkerung
Zum Zeitpunkt des United States Census 2000 bewohnten Botkins 1205 Personen. Die Bevölkerungsdichte betrug 505,7 Personen pro km². Es gab 482 Wohneinheiten, durchschnittlich 524,4 pro km². Die Bevölkerung Botkinss bestand zu 99,25 % aus Weißen, 0,33 % Schwarzen oder African American, 0 % Native American, 0 % Asian, 0 % Pacific Islander, 0,17 % gaben an, anderen Rassen anzugehören und 0,25 % nannten zwei oder mehr Rassen. 0,58 % der Bevölkerung erklärten, Hispanos oder Latinos jeglicher Rasse zu sein.
Die Bewohner Botkinss verteilten sich auf 463 Haushalte, von denen in 32,8 % Kinder unter 18 Jahren lebten. 57,9 % der Haushalte stellten Verheiratete, 8,9 % hatten einen weiblichen Haushaltsvorstand ohne Ehemann und 28,7 % bildeten keine Familien. 26,6 % der Haushalte bestanden aus Einzelpersonen und in 11,9 % aller Haushalte lebte jemand im Alter von 65 Jahren oder mehr alleine. Die durchschnittliche Haushaltsgröße betrug 2,60 und die durchschnittliche Familiengröße 3,18 Personen.
Die Bevölkerung verteilte sich auf 27,5 % Minderjährige, 10,0 % 18–24-Jährige, 28,5 % 25–44-Jährige, 20,3 % 45–64-Jährige und 13,6 % im Alter von 65 Jahren oder mehr. Das Durchschnittsalter betrug 35 Jahre. Auf jeweils 100 Frauen entfielen 101,8 Männer. Bei den über 18-Jährigen entfielen auf 100 Frauen 100,9 Männer.
Das mittlere Haushaltseinkommen in Botkins betrug 43.000 US-Dollar und das mittlere Familieneinkommen erreichte die Höhe von 53.750 US-Dollar. Das Durchschnittseinkommen der Männer betrug 34.464 US-Dollar, gegenüber 23.359 US-Dollar bei den Frauen. Das Pro-Kopf-Einkommen belief sich auf 18.880 US-Dollar. 3,6 % der Bevölkerung und 1,8 % der Familien hatten ein Einkommen unterhalb der Armutsgrenze, davon waren 7,6 % der Minderjährigen und 3,2 % der Altersgruppe 65 Jahre und mehr betroffen.